# أوليف برانش
أوليف برانش (مسيسيبي) (بالإنجليزية: Olive Branch, Mississippi) هي مدينة تقع في الولايات المتحدة في مقاطعة ديسوتو. يقدر عدد سكانها بـ 30,675 نسمة ومساحتها 94.0 كم2 وترتفع عن سطح البحر 118 متر.

## التركيبة السكانية
حدّد مكتب تعداد الولايات المتحدة بيانات التركيبة السكانية لأوليف برانش في تعداد الولايات المتحدة. في ما يلي، التركيبة السكانية حسب تعدادي 2000 و2010.

### تعداد عام 2000
بلغ عدد سكان أوليف برانش 21,054 نسمة بحسب تعداد عام 2000، وبلغ عدد الأسر 7,546 أسرة وعدد العائلات 6,035 عائلة مقيمة في المدينة. في حين سجلت الكثافة السكانية 217.4 نسمة لكل كيلومتر مربع (563.1/ميل2). وبلغ عدد الوحدات السكنية 7,935 وحدة بمتوسط كثافة قدره 81.9 لكل كيلومتر مربع (212.1/ميل2).
وتوزع التركيب العرقي للمدينة بنسبة 86.60% من البيض و11.30% من الأمريكيين الأفارقة و0.20% من الأمريكيين الأصليين و0.41% من الأمريكيين ذوي الأصول الآسيوية و0% من سكان جزر المحيط الهادئ و0.75% من الأعراق الأخرى و0.73% من عرقين مختلطين أو أكثر و1.46% من الهسبانيون أو اللاتينيون من أي عرق.
بلغ عدد الأسر 7,546 أسرة كانت نسبة 45.8% منها لديها أطفال تحت سن الثامنة عشر تعيش معهم، وبلغت نسبة الأزواج القاطنين مع بعضهم البعض 65.8% من أصل المجموع الكلي للأسر، ونسبة 10.6% من الأسر كان لديها معيلات من الإناث دون وجود شريك، بينما كانت نسبة 3.6% من الأسر لديها معيلون من الذكور دون وجود شريكة وكانت نسبة 20% من غير العائلات. تألفت نسبة 16.3% من أصل جميع الأسر من عدة أفراد يعيشون في نفس المنزل ونسبة 5.1% كانت تتألف من شخص يعيش بمفرده يبلغ من العمر 65 عاماً أو أكثر. وبلغ متوسط حجم الأسرة المعيشية 2.78، أما متوسط حجم العائلات فبلغ 3.13.
بلغ العمر الوسطي للسكان 33.1 عاماً. وكانت نسبة 29.3% من القاطنين تحت سن الثامنة عشر، وكانت نسبة 6.8% بين الثامنة عشر والرابعة والعشرين عاماً، ونسبة 34.7% كانت واقعةً في الفئة العمرية ما بين الخامسة والعشرين والرابعة والأربعين عاماً، ونسبة 20% كانت ما بين الخامسة والأربعين والرابعة والستين، ونسبة 8.9% كانت ضمن فئة الخامسة والستين عاماً فما فوق. يوجد لكل 100 أنثى 96.2 ذكر، ويوجد لكل 100 أنثى في الثامنة عشر من عمرها فما فوق 92.9 ذكر.
بلغ متوسط دخل الأسرة في المدينة 55,187 دولارًا، أما متوسط دخل العائلة فبلغ 60,851 دولارًا. وكان متوسط دخل الذكور 42,288 دولارًا مقابل 28,287 دولارًا للإناث. وسجل دخل الفرد الخاص بالمدينة 22,680 دولارًا. وكانت نسبة 3.9% من العائلات ونسبة 5.2% من السكان تحت خط الفقر، وكان من هؤلاء نسبة 7.4% تحت سن الثامنة عشر ونسبة 5.6% في الخامسة والستين من العمر وما فوق.

### تعداد عام 2010
بلغ عدد سكان أوليف برانش 33,484 نسمة بحسب تعداد عام 2010، وبلغ عدد الأسر 12,078 أسرة وعدد العائلات 9,332 عائلة مقيمة في المدينة. في حين سجلت الكثافة السكانية 345.7 نسمة لكل كيلومتر مربع (895.4/ميل2). وبلغ عدد الوحدات السكنية 12,942 وحدة بمتوسط كثافة قدره 133.6 لكل كيلومتر مربع (346.0/ميل2).
وتوزع التركيب العرقي للمدينة بنسبة 71.50% من البيض و23.12% من الأمريكيين الأفارقة و0.18% من الأمريكيين الأصليين و1.30% من الأمريكيين ذوي الأصول الآسيوية و0.07% من سكان جزر المحيط الهادئ و2.39% من الأعراق الأخرى و1.44% من عرقين مختلطين أو أكثر و4.17% من الهسبانيون أو اللاتينيون من أي عرق.
بلغ عدد الأسر 12,078 أسرة كانت نسبة 43% منها لديها أطفال تحت سن الثامنة عشر تعيش معهم، وبلغت نسبة الأزواج القاطنين مع بعضهم البعض 58.1% من أصل المجموع الكلي للأسر، ونسبة 14.4% من الأسر كان لديها معيلات من الإناث دون وجود شريك، بينما كانت نسبة 4.8% من الأسر لديها معيلون من الذكور دون وجود شريكة وكانت نسبة 22.7% من غير العائلات. تألفت نسبة 19.1% من أصل جميع الأسر من عدة أفراد يعيشون في نفس المنزل ونسبة 6.4% كانت تتألف من شخص يعيش بمفرده يبلغ من العمر 65 عاماً أو أكثر. وبلغ متوسط حجم الأسرة المعيشية 2.77، أما متوسط حجم العائلات فبلغ 3.16.
بلغ العمر الوسطي للسكان 36.0 عاماً. وكانت نسبة 28.3% من القاطنين تحت سن الثامنة عشر، وكانت نسبة 7.4% بين الثامنة عشر والرابعة والعشرين عاماً، ونسبة 28.7% كانت واقعةً في الفئة العمرية ما بين الخامسة والعشرين والرابعة والأربعين عاماً، ونسبة 25% كانت ما بين الخامسة والأربعين والرابعة والستين، ونسبة 10.6% كانت ضمن فئة الخامسة والستين عاماً فما فوق. وتوزع التركيب الجنسي للسكان بنسبة 48.3% ذكور و51.7% إناث.

## أعلام
- برستون شانون
- جوني وودز
- ليون غراي
- ك. جاي رايت